# Miroslav Patrik
Miroslav Patrik (* 6. prosince 1963 Bílina) je český přírodovědec a aktivista v oblasti ochrany životního prostředí.

## Život
Navštěvoval gymnázium v Bílině a v 80. letech 20. století bojoval se svým spolužákem Jindřichem Petrlíkem proti Radovesické výsypce poblíž města. Vystudoval geochemii a ložiskovou geologii na Přírodovědecké fakultě MU v Brně (RNDr.). V roce 1989 byl, společně s Petrlíkem, jedním ze zakladatelů občanského sdružení Děti Země a stal se jeho prvním předsedou, než ho v roce 1993 vystřídal právě Petrlík. V roce 2004 se Patrik opět stal předsedou Dětí Země. V rámci jejich sekce Klubu za udržitelnou dopravu se věnuje problematice dopravy ve vztahu k životnímu prostředí. Je koordinátorem významných akcí celostátního významu jako jsou Den bez aut, Ropák roku nebo Zelená perla.
Aktivně se účastní v rozhodovacích procesech významných dopravních staveb a zabývá se ekologickým poradenstvím. Patří mezi aktivisty, kteří kritizují procesní nedostatky při schvalování dálnice D8.

## Publikační činnost
Publikuje v řadě periodik, např. Sedmá generace, A2, Deník Referendum, Literární noviny, aj.
Byl také editorem několika rozsáhlejších publikací věnovaných problematice dopravy a životního prostředí:
- Miroslav Patrik (editor): Dopravní politika v Evropě z pohledu nevládních organizací (sborník), Praha 1992, ISBN 80-901355-0-1
- Miroslav Patrik (editor): Doprava, životní prostředí a politika (sborník), Brno 1993, ISBN 80-901339-2-4
- Miroslav Patrik, Miroslav Šuta: Aby se ve městě dalo dýchat, Ekologický institut Veronica, 2010, ISBN 978-80-87308-02-8